# Indschuiden

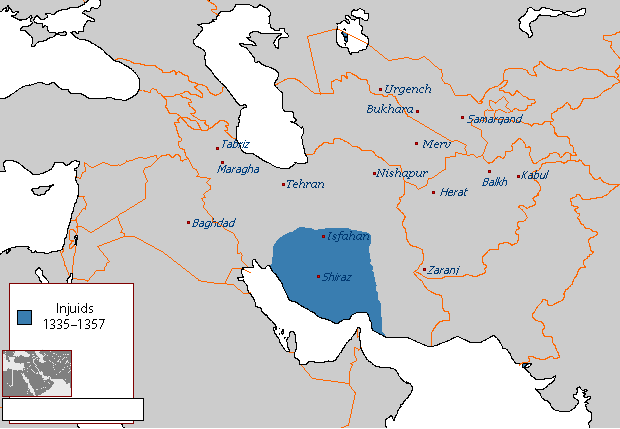
Das Reich der Indschuiden zum Zeitpunkt seiner größten Ausdehnung unter Abu Ishaq

Die Indschuiden (oder Injuiden, persisch آل اینجو Al Indschu) waren eine iranische Dynastie, die im 14. Jahrhundert Teile des Südiran beherrschte.

## Persischer Bürgerkrieg im 14. Jahrhundert
Die Familie führte ihre Dynastie auf den mystischen Gelehrten ʿAbdallāh al-Ansārī zurück und gelangte ab 1307 als Finanzverwalter der königlichen Güter (mongolisch Indschü/Inji) von Il-Chan Öldscheitü zu großem Reichtum. In Folge der abnehmenden militärischen Kontrolle des mongolischen Ilchanats im frühen 14. Jahrhundert machten sich auf dem Gebiet des heutigen Irak und Iran diverse Dynastien von Kriegsherren selbständig. Bis zur Machtübernahme des Timuridenreichs bekämpften sich diese Warlords in wechselnden Allianzen gegenseitig und stürzten Persien in einen ständigen Bürgerkrieg. Eine dieser Dynastien waren die Indschuiden. Ab 1325 waren sie zu einer Bürgerkriegspartei geworden. Verschiedene Familienmitglieder gingen wechselnde Allianzen mit den Tschupaniden und Dschalairiden ein und hoben Heere aus, mit dem Ziel, die Herrschaft im Südiran zu erlangen. Teils bekämpften sich dabei die Armeen verschiedener Familienmitglieder gegenseitig.

## Abu Ishaq

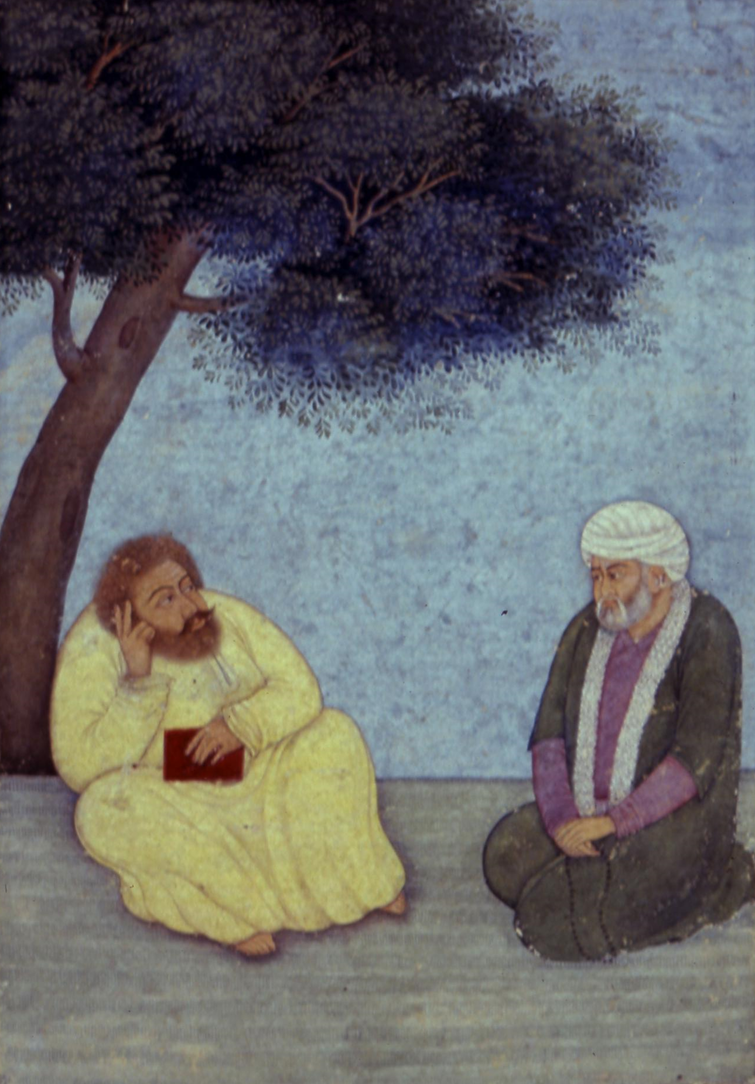
Abu Ishaq (rechts) mit dem Poeten Hafis.

Mit Unterstützung der Tschupaniden gelang es Familienoberhaupt Abu Ishaq 1343 eine unumstrittene Herrschaft über die Region Fars, die Küste des persischen Golfs und Isfahan zu übernehmen. Nach 20 Jahren Bürgerkrieg hatten sich damit die Verhältnisse im Südiran vorübergehend stabilisiert und es kann für diese Zeit von einem Indschuiden-Emirat gesprochen werden. Die Hauptstadt seines Reiches richtete er in Schiras ein. Während seiner Herrschaft unternahm Abu Ishaq mehrere erfolglose Feldzüge zur Ausdehnung seines Reiches nach Norden, so wurden Kerman und Yazd mehrfach erfolglos von seinen Truppen belagert. Der Legende nach sollen die Einwohner Yazds während der Belagerung 1350 aus Nahrungsmangel auf Kannibalismus zurückgegriffen haben. Gerade aus diesen Städten, in denen der Hass auf Abu Ishaq besonders groß war, rekrutierten die Muzaffariden unter Mubariz al-Din Muhammad Truppen für die Belagerung von Schiras von 1352 bis 1353. Um den Belagerungszustand zu beenden, stellte sich die Bevölkerung Schiras' zunehmend auf die Seite der Angreifer. Als ein Aufstand begann, Abu Ishaq zu stürzen, floh dieser mit den verbliebenen indschuidischen Truppen nach Isfahan. Diese Stadt und ihr Umland standen noch einige Jahre unter Abu Ishaqs Kontrolle, bevor auch diese letzte Bastion der Indschuiden 1357 durch die Muzaffariden eingenommen wurde. Mit der Hinrichtung Abu Ishaqs endet das Indschuiden-Emirat.

## Herrscher
- Scharaf al-Din Mahmud Schah (1304–1325)
- Amir Ghiyas al-Din Kai-Chosrau (1336–1338/9)
- Amir Dschalal al-Din Mas'ud Schah (c. 1338 – c. 1342)
- Schams al-Din Muhammad (1339)
- Scheich Dschamal al-Din Abu Ishaq (c. 1343–1357)